# Tweewegspiegel
Een tweewegspiegel (Engels: two-way mirror) is een magisch object in de Harry Potter-boeken van J.K. Rowling. Het is een spiegel waarmee iemand kan communiceren met de eigenaar van nog zo'n spiegel.
Tijdens hun schoolloopbaan gebruikten James Potter en Sirius Zwarts elk een tweewegspiegel om met elkaar te kunnen praten als ze niet bij elkaar waren. Na de dood van James in 1981 nam Sirius James' spiegel in bewaring.
In Harry Potter en de Orde van de Feniks doet Sirius de tweewegspiegel, die ooit van James was geweest, aan Harry Potter cadeau. Op de achterkant zit een briefje geplakt met daarop de tekst:
Dit is een tweewegspiegel. Ik heb de andere. Als je me wilt spreken, zeg dan gewoon mijn naam; dan verschijn je in mijn spiegel en kan ik met je praten in de jouwe. James en ik gebruikten ze vaak als we op verschillende plaatsen moesten nablijven.
Harry en Sirius hebben de tweewegspiegel echter nooit echt kunnen gebruiken omdat Sirius kort daarna overleed. Harry brak de spiegel in 1996, na Sirius' dood, omdat hij geen contact kon maken met zijn geest.
In Harry Potter en de Halfbloed Prins betrapte Harry Levenius Lorrebos op het stelen van enkele van Sirius' eigendommen uit Grimboudplein 12. De tweewegspiegel zat vermoedelijk tussen die vervreemde voorwerpen.
In Harry Potter en de Relieken van de Dood, wanneer Harry zijn hutkoffer leegt, snijdt hij zich aan een stuk van zijn tweewegspiegel. Even lijkt het alsof Harry Albus Perkamentus' blauwe ogen in de spiegel ziet, maar hij besluit dat het maar verbeelding moest zijn geweest. Ondanks Harry's overtuiging over de nutteloosheid van de spiegel, heeft hij toch de intentie om de scherf te bewaren en mee te nemen tijdens zijn zoektocht naar de overgebleven Gruzielementen. Later in het verhaal blijkt dat de tweewegspiegel van Sirius plots in bezit is van Desiderius Perkamentus. Hij heeft de spiegel overgekocht van Levenius Lorrebos om Harry beter in de gaten te kunnen houden. Hierdoor kon hij Harry meermaals helpen tijdens zijn reis in 1998. Later, in Villa Malfidus, na de arrestie door de Bloedhonden, komen Harry, Ron en Hermelien in moeilijkheden. Wanneer Harry opnieuw de scherf van zijn tweewegspiegel bekijkt ziet hij opnieuw de vertrouwde blauwe ogen. Harry roept hulpeloos om hulp, en even later verschijnt Dobby ter plekke, die door Desiderius is gestuurd.